# Armin Mauerhofer
Armin Mauerhofer (* 15. November 1946 in Neuenegg) ist ein schweizerischer Lehrer, evangelikaler Theologe und Pfarrer im Bund der Freien Evangelischen Gemeinden in der Schweiz. Er war 1986–2016 Professor für Praktische Theologie an der Staatsunabhängigen Theologische Hochschule (STH) in Riehen bei Basel.

## Leben
Armin Mauerhofer wuchs gemeinsam mit sechs weiteren Geschwistern in einer pietistisch geprägten Familie im bernischen Dorf Neuenegg auf, einer seiner älteren Brüder ist der Neutestamentler Erich Mauerhofer. Er machte von 1963 bis 1967 die Ausbildung am staatlichen Lehrerseminar Hofwil in Bern, danach war er als Primarlehrer im deutschfreiburgischen Dorf Rechthalten tätig. 1970 bis 1974 studierte an der Freien Evangelisch-Theologischen Akademie Basel (FETA), die heute Staatsunabhängige Theologische Hochschule Basel (STH) heißt. Von 1981 bis 1986 absolvierte er seine Doktoratsstudien an der Universität Bern und promovierte 1986 zum Doktor der Theologie mit der Dissertation Eine Erweckungsbewegung im 19. Jahrhundert. Karl von Rodt und die Entstehung der Freien Evangelischen Gemeinden in der Schweiz. Im gleichen Jahr wurde er Dozent an der STH Basel für Praktische Theologie. Seine Forschungsschwerpunkte liegen in der Pädagogik, Katechetik, Homiletik und Oikodomik. 2016 wurde er emeritiert.
Neben seiner Tätigkeit als Dozent an der STH Basel war Mauerhofer von 1974 bis 1993 Pfarrer der Freien Evangelischen Gemeinde Langenthal und von 2001 bis 2013 Pfarrer der Freien Evangelischen Gemeinde Aarau. Von 2014 bis 2021 wirkte er als Pfarrer der Freien Evangelischen Gemeinde Trittligasse (Zürich). Ausserdem war er von 1977 bis 2003 prägendes Mitglied im Vorstand des Bundes der Freien Evangelischen Gemeinden in der Schweiz.

## Werke
- Die vollkommene Erlösung Jesu Christi. Telos (Verlagsgemeinschaft), 1976.
- Und sehe eure Ordnung. Struktur, Auftrag, Probleme der Gemeinde Jesu Christi. Schulte, Wetzlar 1977, ISBN 978-3-87739-544-8.
- Bilder der Gemeinde Jesu. Trachsel, Frutigen 1979, ISBN 978-3-7271-0047-5.
- Eine Erweckungsbewegung im 19. Jahrhundert. Karl von Rodt und die Entstehung der Freien Evangelischen Gemeinden in der Schweiz. 2. korrigierte Auflage. Esras.net, Niederbüren 2024, ISBN 978-3-03890-089-4 (Erstausgabe:  1987, Zugleich Dissertation an der Universität Bern, 1986).
- Gemeindebau nach biblischem Vorbild. SCM Hänssler Verlag, Holzgerlingen 1998, ISBN 978-3-7751-2935-0.
- Pädagogik nach biblischen Grundsätzen. Menschenbilder, Erziehungsziele, Pädagogische Prinzipien, gemeindepädagogische Überlegungen. Band 1. SCM Hänssler, Holzgerlingen 2001, ISBN 978-3-7751-3645-7.
- Pädagogik nach biblischen Grundsätzen. Entwicklungspsychologie, bibelorientierte Didaktik, katechetische Überlegungen. Band 2. SCM Hänssler, Holzgerlingen 2001, ISBN 978-3-7751-3823-9.
- Jesus – Mitte jeder Predigt. Christozentrische Auslegungspredigt. Jota, Hammerbrücke 2006, ISBN 978-3-935707-35-0.
- Pädagogik auf biblischer Grundlage. Menschenbilder, Erziehungsziele, pädagogische Prinzipien und gemeindepädagogische Überlegungen; Entwicklungspsychologie, bibelorientierte Didaktik und katechetische Überlegungen. Verlag für Theologie und Religionswissenschaften (VTR), Nürnberg 2009, ISBN 978-3-928936-66-8.
- Seelsorge auf biblischer Grundlage. Die Menschen zu Jesus führen. VTR, Nürnberg 2010, ISBN 978-3-941750-30-2.
- Schlüsselfaktoren einer wachsenden Gemeinde. arteMedia xcentris GmbH, Riehen 2015, ISBN 978-3-905290-81-3.
- mit Peter Güthler: Echtes Leben finden. Ein Glaubensgrundkurs, rigatio Stiftung, Burbach 2017, ISBN 978-3-95790-026-5.
- Wir brauchen dringend Gemeindebauer, VTR, Nürnberg 2019, ISBN 978-3-95776-097-5.
- Ein erfülltes Leben im Dienst für Jesus (Autobiographie), VTR, Nürnberg 2020, ISBN 978-3-95776-104-0.